# جيبوتي في الألعاب الأولمبية الصيفية 2012
شاركت جيبوتي في دورة ألعاب أولمبية صيفية 2012، لندن المملكة المتحدة، في الفترة من 27 يوليو - 12 أغسطس 2012. و دخلت ب 5 رياضي في 4 رياضة

## مقالات ذات صلة
- الوطن العربي في الألعاب الأولمبية الصيفية 2012